# Hellraiser: Revelations – Die Offenbarung
Hellraiser: Revelations – Die Offenbarung ist die achte Fortsetzung von Clive Barkers Horrorfilm-Klassiker Hellraiser – Das Tor zur Hölle und somit der neunte Film der Reihe. In Hellraiser: Revelations wurde die Figur des Pinhead erstmals in der Filmreihe nicht von Doug Bradley dargestellt.

## Handlung
Die beiden Freunde Nico und Steven geraten während eines Kurzurlaubs an den sagenumwogenen Spielwürfel, mit dessen Hilfe es möglich ist, mit den Zenobiten in Kontakt zu treten. Kaum im Besitz des geheimnisvollen Instruments, schafft es der draufgängerische Nico, die Kreaturen herbeizurufen, woraufhin die beiden Freunde auf recht schmerzliche Art und Weise Bekanntschaft mit dem Anführer der Zenobiten machen.
Da Nico das Tor zur Hölle mit Hilfe des Würfels geöffnet hat, muss er als Gegenleistung den Zenobiten seinen Körper und sein Fleisch zur allgemeinen „Erkundung“ zur Verfügung stellen, und wird letztendlich gemeinsam mit den Zenobiten in den Höllenschlund hinabgerissen. Der bedachte und schüchterne Steven bleibt verstört zurück. Doch Nico kann aus der Hölle entfliehen.
Sein Problem: die Zenobiten haben ihn seiner Haut beraubt. Fortan bittet er seinen besten Freund Steven, für ihn zu morden, damit er sich am Blut der Opfer stärken kann und wieder die Gestalt eines menschlichen Wesens erhält.

## Kritik
Das Lexikon des internationalen Films schrieb über Hellraiser: Revelations: „Genrefilm ohne irgendetwas Bemerkenswertes, uninteressant in Szene gesetzt.“

## Hintergründe
Die Premiere des Films fand am 18. März 2011 in einem einzigen Kino in Kalifornien statt. Auf DVD erschien der Film in den USA am 18. Oktober 2011. Die deutsche DVD-Auswertung erfolgte ebenfalls im Oktober 2012.
Der Film wurde mit einem Budget von etwa 300.000 US-Dollar produziert, die Dreharbeiten nahmen drei Wochen in Anspruch. Der Film wurde unter diesen Umständen produziert, damit die Weinstein Company als derzeitiger Besitzer der Rechte an Hellraiser als Franchise diese nicht verliert.